# Nidarosdomen
Katedra Nidaros (Nidarosdomen) – gotycka katedra wybudowana w 1152 r. w Trondheim.
Katedra nosząca do dziś starą nazwę Trondheim wzorowana była na angielskiej katedrze w Canterbury. Ta największa w całej Skandynawii świątynia jest miejscem pochówku króla Norwegii Olafa II. Wprowadził on w swym kraju chrześcijaństwo i przez wiele lat po jego śmierci jego grób był miejscem pielgrzymek. To sprawiło, że czterdzieści lat po pogrzebie zaczęto budować katedrę. Srebrna trumna Olafa nie zachowała się, gdyż w 1537 wywieziono ją do Danii i przetopiono na monety. Wizerunek katedry znajduje się na okładce debiutanckiej płyty studyjnej black-metalowego zespołu Mayhem "De Mysteriis Dom Sathanas".

## Historia
W 1153 świątynia stała się katedrą katolickiej archidiecezji Nidaros. Była nią aż do ucieczki z miasta ostatniego katolickiego arcybiskupa Olava Engelbrektssona w 1537, kiedy to rozpowszechnił się protestantyzm.
W katedrze przechowywane są norweskie regalia. Z wieży katedry można podziwiać widok całej okolicy. Nieopodal znajduje się Pałac arcybiskupów w Trondheim wzniesiony w XIII w. Katedra jest tradycyjnym miejscem pochówku rodzin królewskich, a od 1814 stanowi miejsce koronacji wszystkich kolejnych monarchów Norwegii.
Prace nad katedrą rozpoczęły się około 1070, a zakończyły dopiero około 1300. Na przestrzeni lat katedra była wielokrotnie niszczona przez pożary. Obecny wygląd zawdzięcza rozpoczętej w 1869 odbudowie, początkowo według projektu architekta Heinricha Ernst Schirmera, a dokończona przez innego Christiana Christie. Odbudowa została oficjalnie zakończona w 2000 roku.

## Architektura

### Rzeźby
Korpus budowli z szarego steatytu wieńczy dach kryty zieloną miedzią i strzelista wieża. Okrągłe okna i ornamenty, tak zwane „psie zęby”, pochodzą z XII w. i były wykonane przez angielskich kamieniarzy z Lincoln. Ślady wpływu gotyku angielskiego nosi także wczesnogotyckie prezbiterium z ostro podwyższonymi łukami, maswerkami i łukami przyporowymi. Nawa główna powstała na początku XIII w. zgodnie z założeniami architektury wczesnego gotyku. Podczas pożaru w 1719 uległa jednak całkowitemu zniszczeniu, a odbudowana później kopia to przykład neogotyku. Na frontowej ścianie katedry znajduje się 57 rzeźb apostołów i świętych.

## W literaturze
- W powieści Sigrid Undset Krystyna, córka Lavransa miejsce pielgrzymek bohaterów i częściowo miejsce akcji.
- W powieści Andrzeja Pilipiuka Droga do Nidaros główny bohater pracuje przy rozbiórce ruin katedry.